# Campeonato Europeo de Patinaje Artístico sobre Hielo de 1989
El LXXX Campeonato Europeo de Patinaje Artístico sobre Hielo se realizó en Birmingham (Reino Unido) del 17 al 22 de enero de 1989. Fue organizado por la Unión Internacional de Patinaje sobre Hielo (ISU) y la Federación Británica de Patinaje sobre Hielo.

## Resultados

### Masculino
| Puesto | Nombre              | País            | Puntos |
| ------ | ------------------- | --------------- | ------ |
| Oro    | Aleksandr Fadéyev   | Unión Soviética |        |
| Plata  | Grzegorz Filipowski | Polonia         |        |
| Bronce | Petr Barna          | Checoslovaquia  |        |

### Femenino
| Puesto | Nombre           | País                | Puntos |
| ------ | ---------------- | ------------------- | ------ |
| Oro    | Claudia Leistner | Alemania Occidental |        |
| Plata  | Natalia Lebedeva | Unión Soviética     |        |
| Bronce | Patricia Neske   | Alemania Occidental |        |

### Parejas
| Puesto | Nombre                                 | País                          | Puntos |
| ------ | -------------------------------------- | ----------------------------- | ------ |
| Oro    | Larisa Selezniova / Oleg Makarov       | Unión Soviética               |        |
| Plata  | Mandy Wötzel / Axel Rauschenbach       | República Democrática Alemana |        |
| Bronce | Natalia Mishkutiónok / Artur Dmítriyev | Unión Soviética               |        |

### Danza en hielo
| Puesto | Nombre                               | País            | Puntos |
| ------ | ------------------------------------ | --------------- | ------ |
| Oro    | Marina Klímova / Serguéi Ponomarenko | Unión Soviética |        |
| Plata  | Maya Usova / Aleksandr Zhulin        | Unión Soviética |        |
| Bronce | Natalia Annenko / Genrikh Sretenski  | Unión Soviética |        |

## Medallero
| Núm. | País                          | Oro | Plata | Bronce | Total |
| ---- | ----------------------------- | --- | ----- | ------ | ----- |
| 1    | Unión Soviética               | 3   | 2     | 2      | 7     |
| 2    | Alemania Occidental           | 1   | 0     | 1      | 2     |
| 3    | República Democrática Alemana | 0   | 1     | 0      | 1     |
| 3    | Polonia                       | 0   | 1     | 0      | 1     |
| 5    | Checoslovaquia                | 0   | 0     | 1      | 1     |
|      | TOTAL                         | 4   | 4     | 4      | 12    |